# John Lees (homme politique)
Pour les articles homonymes, voir John Lees.
Né en Écosse vers 1740, John Lees arriva à Québec (Québec, Canada) (probablement) en 1761. En 1773, fonda une société d'importations (notamment pour l'armée britannique) et de commerce de propriétés foncières, la Davison and Lees. Il fut capitaine de milice pendant l'invasion américaine (1775-1776). Il fut juge de paix et juge de la Cour provinciale d'appel entre 1806 et 1807.
Il fut aussi le premier député de Trois-Rivières (Québec, Canada) à un parlement, soit celui du Bas-Canada, où il fut élu en 1792, 1796, 1800 et 1804. Il s'aligna sur le Parti bureaucrate durant ses mandats. Il fut également administrateur de la société d'agriculture du district de Québec et de la bibliothèque de Québec.
Il est décédé en 1807 à Lachine.